# Ex nihilo
Ex nihilo je latinská fráze doslova znamenající „z ničeho“. Často se používá s odkazem na stvoření, jako například v podobě ex nihilo nihil fit, doslova „z ničeho nic nevzniká“, a to především ve filozofickém nebo teologickém kontextu, ale i v jiných oblastech.
V oblasti filosofie a teologie je tato fráze užívána ve spojení creatio ex nihilo ve významu „stvoření z ničeho“, které představuje názor, že stvoření světa je dílem Boha Stvořitele a je v kontrastu s creatio ex materia – stvořením z nějaké prapůvodní, věčné hmoty – a s creatio ex deo, stvořením z bytí Bohem. Creatio continua pak značí pokračující zázračné stvoření (viz teorie ustáleného stavu).
Toto úsloví lze použít také v jiném než náboženském či metafyzickém smyslu, a to když chceme poukázat na něco pocházející z ničeho. V konverzaci může například nastat situace, kdy někdo nadhodí téma k hovoru ex nihilo, to jest téma, které nemá žádnou souvislost s předchozím směrem diskuse.

## Historie
Ve starověké mytologii Blízkého východu a klasických bájích a pověstech o stvoření v mytologii řecké bylo na stvoření světa nazíráno jako na něco, co vzešlo ze skutků boha či bohů z již existující původní hmoty nazývané chaos.
Zhruba v roce 50 př. n. l. vzešla od Filóna Alexandrijského, píšícího za doby helénského judaismu, idea spojení řecké filozofie s vypravováními v hebrejské Bibli. Filón postavil hebrejského boha-stvořitele Jahveho na roveň Aristotelovu primum movens v pokusu dokázat, že Židé přišli s myšlenkou monoteismu dříve než Řekové. Tato myšlenka se nicméně stále týkala stvoření z prapůvodních látek, tj. „posunutí“ či „změny“ nejakého fyzického materiálu.
Toto klasické nazírání na stvoření světa začalo být poprvé zpochybňováno v helénské filozofii, kde se vyvinulo přesvědčení, že kosmos musel mít nějaký „původní spouštěč pohybu“, lat. primum movens, který jej stvořil z ničeho.

## Ex nihilov Bibli
Teologové diskutují o tom, zda také Bible učí o stvoření ex nihilo, či ne. Tradiční vykladači Písma argumentují na poli gramatiky a syntaxe, že ano, a poukazují na verš Gn 1,1, který je nejčastěji překládaný jako: „Na počátku stvořil Bůh nebe a zemi.“ Argumenty podporující tuto tezi lze najít taktéž v Novém zákoně: Žd 11, 3 „Ve víře chápeme, že Božím slovem byly založeny světy, takže to, na co hledíme, nevzniklo z viditelného.“ či Zj 4, 11 „Jsi hoden, Pane a Bože náš, přijmout slávu, čest i moc, neboť ty jsi stvořil všechno a tvou vůlí všechno povstalo a jest.“ Jiní vykladači Bible ovšem chápou stvoření ex nihilo jako vývoj křesťanství v 2. století n. l.; domnívají se, že tehdejší kněží zaujali odmítavý postoj k těm částem gnosticismu a křesťanských pověstí o stvoření, které naznačovaly, že svět byl stvořen jakýmsi demiurgem z pravěkého stavu hmoty (v náboženském kontextu známém pod řeckým pojmem chaos z Hesiódovy Theogonie). Tato myšlenka byla přijata židovskými mysliteli a stala se důležitou součástí judaismu, přetrvávající křesťanské tradice a – jakožto důsledek – též islámu.
První věta řecké verze Genesis v Septuagintě začíná slovy „ἐν ἀρχῇ ἐποίησεν“, jež je možno přeložit jako „na počátku (on – Bůh) stvořil“. Verš 7, 28 2. knihy Makabejské (knihy sepsané v koiné ve stejné oblasti alexandrijského helénského judaismu, avšak předcházející Filóna dobře o jedno století) zní takto: „Prosím tě, dítě, pohlédni k nebi i na zemi, na všechno, co je zde vidět, a věz, že to Bůh udělal ne z toho, co bylo, a že i lidský rod takto povstal.“ Zatímco ti, kteří věří v ex nihilo, poukazují na fakt, že Bůh stvořil „ne z toho, co bylo“, ti, jež stvoření z ničeho popírají, upozorňují na to, že člověk byl „stvořen z prachu“, a ne z úplného „nic“. Mnohé starověké texty mají sklon mít se zněním Písma obdobné problémy a rozdílné strany sporu tíhnou k tomu, dále text interpretovat odlišně dle svého názoru na tuto problematiku.

## Podpůrné argumenty

### Logické
Hlavní agrument podporující creatio ex nihilo je tzv. argument prvotní příčiny, formulovaný Aristotelem ve spisu Fyzika, jenž zní ve zkratce takto:
1. Vše, co začne existovat, má příčinu.
2. Vesmír začal existovat.
3. Z toho vyplývá, že vesmír musí mít příčinu.

Rozšířením tohoto argumentu je tzv. Kalāmský kosmologický argument (angl. The Kalām cosmological argument, zkráceně KCA). Jedná se o moderní formulaci kosmologického argumentu pro Boží existenci středověkými představiteli islámu, kteří se tak pokoušeli bránit proti herezi.
1. Vše, co začne existovat, má příčinu.
2. Vesmír začal existovat.
3. Z toho vyplývá, že vesmír musí mít příčinu.
4. Pokud má vesmír příčinu, existuje jeho nestvořený stvořitel, který je věčný, neměnný, nehmotný, nepodléhá času, prostoru ani jiným vesmírným zákonům a vládne nepředstavitelnou silou.
5. Proto existuje nestvořený stvořitel vesmíru, který je věčný, neměnný, nehmotný, nepodléhá času, prostoru ani jiným vesmírným zákonům a vládne nepředstavitelnou silou.

Další argument pro ex nihilo byl vysloven Američanem Claudem Nowellem, zakladatelem filozofie Summum. Ten prohlásil, že předtím, než cokoli existovalo, neexistovalo nic; a pokud neexistovalo nic, muselo tedy být možné, aby existovalo „nic“. A pokud je možné, aby nic neexistovalo, musí být možné, aby existovalo vše.

### Starořecké
Eric Voegelin, německo-americký politický filosof, viděl creatio ex nihilo v Hésiodově chaosu a filozofové školy v Chartes chápali pasáž o stvoření v Platónově listu Timaeus jako odkaz na creatio ex nihilo.

### Islámské
Raná islámská filozofie a významné muslimské duchovní školy oné doby zastávaly širokou škálu názorů; základní myšlenka, totiž že stvořitel je věčnou bytostí, která stála vně stvoření (tj. vně jakékoli materiální hmoty uvnitř stvoření) a nebyla žádnou jeho částí, však zůstávala neměnná. Některé z těchto škol čerpaly z výše zmíněného Kalāmského kosmologického argumentu a filozofických prací mnoha muslimských učenců, například Al-Ghazálího, a vycházely z následujících veršů Koránu:
- 52:35 Cožpak z ničeho byli stvořeni, či sami jsou stvořiteli?
- 2:117 On stvořitelem je nebes a země, a když rozhodne věc nějakou, pak řekne toliko „Staniž se!“ a stane se.
- 19:67 Což si nevzpomene člověk, že jsme jej stvořili již jednou, když ještě nebyl ničím?
- 21:30 Což ti, kdož nevěří, nevidí, že nebesa a země byly pevně spojeny a že jsme je od sebe odtrhli a že z vody jsme vše živé učinili? Což neuvěří?
- 21:56 Odpověděl: „Ba právě naopak! Váš Pán je Pánem nebe a země a On obé stvořil. A já jsem jedním z těch, kdož to dosvědčují.“
- 35:1 Chvála Bohu, stvořiteli nebes a země, který učinil anděly vyslanci majícími dva, tři či čtyři páry křídel – a On přidává tvorstvu svému, cokoliv chce, a Bůh je všech věcí mocen.
- 51:47–48 Nebe jsme důkladně postavili, vždyť My jsme rozšiřovateli, a zemi jsme rozprostřeli – a jak výteční jsme v tom byli!

### Křesťanské
Významní bibličtí učenci a teologové, například sv. Augustýn (354–430), Jan Kalvín (1509–1564), John Wesley (1703–1791) a Matthew Henry (1662–1714), citují na podporu zázračného stvoření světa z ničeho první verš knihy Genesis: „Na počátku stvořil Bůh nebe a zemi.“ Někteří církevní otcové raného období křesťanství se na základě Platónových myšlenek domnívali, že samotný akt stvoření zahrnoval nějakou prapůvodní hmotu, ale tato hmota byla stvořena z ničeho.

### Hinduistické
Pasáž Rgvédy o stvoření světa: „Nebylo jsoucna ani nejsoucna tehdy, nebylo vzdušného prostoru ani nebe nad ním. Co se hýbalo? Kde? Kdo k ochraně bděl? Byla to voda, hluboká, nesmírná? Nebylo smrti, nesmrtelnosti v onen čas, nebylo stopy po noci a dni. Samo sebou jen ‚to‘ bez dechu dýchalo. Mimo to nic nebylo jiného...“ naznačuje, že stvořitel ex nihilo existoval vždy a nepodléhá času ani žádnému předešlému stvoření.

### Moderní fyzikální
Velmi podporovanou vědeckou teorií v moderní fyzice je tzv. teorie vesmíru nulové energie, jejíž znění je, že celkový objem energie ve vesmíru se rovná nule, jelikož množství pozitivní energie ve formě hmoty je přesně stejné jako objem negativní energie v podobě gravitace. Předpokládá se, že vesmír nulové energie je jediným možným vesmírem, jenž mohl vzniknout z ničeho. Takový vesmír by musel být plochého tvaru, což není v rozporu se současnými vědeckými poznatky, že vesmír je plochý s 99,5% pravděpodobností.

## Protiargumenty

### Logické
Argument prvotní příčiny, formulovaný Aristotelem ve spisu Fyzika, byl zakořeněný v antické řecké filozofii a založený na fyzikálních pozorováních. Původně byl chápán v kontextu stvoření z chaosu. Nazíraný v realitě zní tento argument tak, že nic se nepohybuje samo od sebe – jinými slovy, pohyb není způsoben sám od sebe. Proto se klasičtí řečtí myslitelé domnívali, že kosmos musel mít nějaký „původní spouštěč pohybu“, lat. primum movens. Toto vědecké zkoumání pohybu nicméně logicky neústí do idey samotné existence, a proto nutně není známkou stvoření z ničeho.
V teologii stvoření ex nihilio značí, že existoval začátek existence něčeho a že vše, co existuje, má začátek. Tato myšlenka „potřebného počátku“ se zdá protiřečit navrhovanému stvořiteli, který existoval „bez začátku“. Jinými slovy, na lidi je nazíráno jako na bytosti závisející na existenci bytosti nezávislé. Pokud je ovšem možná nezávislost, neexistuje podklad pro argumentaci k tomu, že pro to, aby něco bylo, je třeba závislosti, a také není z logického hlediska možné vyřknout dedukci, že počet nezávislých či závislých bytostí je limitován na jedinou látku nebo jedinou bytost.

### Křesťanské
Bruce K. Waltke sepsal rozsáhlou biblickou studii teologie stvoření, ve které dává na základě hebrejské Tóry a Nového zákona přednost stvoření z chaosu před stvořením z ničeho. Tato práce byla vydána Western Conservative Baptist Seminary, evangelickým teologickým seminářem v USA, v roce 1974 a poté znovu roku 1981. Z historického hlediska se mnoho učenců shoduje, že doktrína creatio ex nihilo nebyla původním záměrem autorů Bible, nýbrž vznikla v polovině 2. století jako důsledek změny interpretace textů pod vlivem helénské filozofie – gnostiků, stoiků a platonistů.
Thomas Jay Oord, křesťanský filozof a teolog, zastává názor, že by křesťané měli od myšlenky stvoření ex nihilo upustit. Poukazuje na práci biblických učenců, jako byl například Jon Levenson, jenž upozorňoval na fakt, že doktrína creatia ex nihilo není v Genesis přítomna. Oord spekuluje, že Bůh vytvořil náš vesmír před miliardami let z prapůvodního chaosu. Tento chaos nicméně Boha v čase nepředcházel, protože Bůh mimo náš vesmír stvořil i prvky chaosu. Oord dále naznačuje, že Bůh je schopen stvořit vše bez tvoření z naprostého nic, a představuje devět námitek proti creatiu ex nihilo:
1. Teoretický problém: Nedokážeme pochopit a uchopit naprosté nic.
2. Biblický problém: Některé pasáže Písma, např. Genesis či texty napsané apoštolem Petrem, naznačují stvoření z něčeho (vody, hloubky, chaosu apod.), nikoli stvoření z naprostého nic.
3. Historický problém: Gnostikové Basilides a Valentínos původně přišli s myšlenkou creatio ex nihilo na základě předpokladu, že povaha stvoření je ze své podstaty zlá, a ve víře, že Bůh nejedná v historii. Raní křesťanští filozofové tuto ideu přejali pro potvrzení naprosto zázračné Boží moci.
4. Problém založený na naší zkušenosti: Nemáme žádný důkaz, že náš vesmír původně vyvstal z naprostého nic.
5. Problém stvoření v jediném okamžiku: Za celé dějiny vesmíru, tj. od Velkého třesku, nemáme žádný záznam, že by mohlo cokoli vzejít v jediném okamžiku z naprostého nic. Jak zaznamenali první z filozofů, z ničeho nic nevzniká – ex nihilo nihil fit.
6. Problém osamělé síly: Creatio ex nihilo předpokládá, že mocný Bůh jednal sám, ovšem síla nabyde významu pouze ve spojení s jinými činiteli.
7. Problém nezdárného odhalení: Bůh, s kapacitou vytvořit něco z naprostého nic, by měl zjevně sílu zaručit jednoznačné a zdárné poselství spasení. Dvojaké a nezdárné zázračné odhalení neexistuje.
8. Problém zla: Měl-li Bůh kdysi moc tvořit z naprostého nic, tuto sílu si uchoval. Ovšem Bůh lásky s touto schopností se zdá hodný trestu za to, že nedokázal zamezit zlu.
9. Problém diktatury: Povaha zázračné moci nepřímo obsažená v creatiu ex nihilo posiluje filozofii diktatury založené na surové síle a kontrole druhých.

Procesní teologové zastávají názor, že lidé vždy spojovali existenci Boha s nějakým světem nebo vesmírem. Dále tvrdí, že odmítnutí creatia ex nihilo umožňuje prohlásit, že Bůh tvořil po celý čas a měl souvislost s tou či onou sférou skutečností nezázračného původu (viz teorie ustáleného stavu). Podle této alternativy teorie spojení Boha se světem neexistuje bez Božího postupného tvoření žádná věc nezázračného původu a nic nemůže ukončit nezbytnou Boží existenci.
Některé křesťanské církve neuznávající Boží trojjedinost neakceptují doktrínu ex nihilo: mormonská Církev Ježíše Krista Svatých posledních dnů učí, že Jehova (kterého mormoni ztotožňují s nebeskou podobou Ježíše Krista) pod vedením Boha Otce vytvořil náš a jemu podobné světy z věčných, prapůvodních látek. První moderní (nebiblický) prorok tohoto náboženství Joseph Smith vysvětlil stanovisko své církve následujícím způsobem: „To, že slovo stvořilo, neznamená, že stvořilo z ničeho; znamená to, že vytvořilo. Bůh měl k dispozici látky, aby vytvořil svět z chaosu. Základní zákony jsou zákony, jež nemohou být nikdy zničeny; mohou být vytvořeny a přetvořeny, nikoli však zničeny. Nemají počátek a nemohou dospět ke konci.“ Mezi evangelickými autory Paulem Copanem a Williamem Lane Craigem a mormonem Blakem Ostlerem stále pokračuje debata o stvoření ex nihilo versus stvoření ex materia.
Svědci Jehovovi na základě své interpretace Iz 40,26: „‚K výšině zvedněte zraky a hleďte: Kdo stvořil toto všechno?‘ Ten, který v plném počtu vyvádí zástupy hvězd a všechny volá jménem; má obrovskou sílu a úžasnou moc, nechybí mu ani jedna.“ učí, že Bůh pro stvoření vesmíru využil energii, jež vlastní. Věří, že tento výklad je v souladu s vědeckou definicí vztahu mezi hmotou a energií. Odlišují dále Jehovu od Ježíše Krista; učí, že předtím, než Jehova vytvořil hmotný vesmír, stvořil Ježíše Krista a že Michael je nebeskou podobou Ježíše.

### Hinduistické
Školy hinduismu Védánta zavrhují koncept creatio ex nihilo z mnoha důvodů, například proto, že oba hinduistické texty zvěstování, śruti a smṛti, popisují hmotu jako věčnou a zároveň naprosto nezávislou na Boží existenci. Věřící tím pádem musejí všechno zlo zakořeněné v hmotném životě přisuzovat Bohu, což z Něj dělá bytost zaujatou a svévolnou a což není z logického hlediska v souladu s Jeho charakterem a podstatou.
Bhagavadgíta mluví jasně a výstižně o věčnosti hmoty a její tvárnosti: „Hmotná podstata a živoucí subjekty by měly být chápány jako bez počátku. Jejich tvárnost, přeměny a stavy jsou výsledkem hmotné podstaty.“ Také počáteční slova Krišny v knize (část 2.12–13) tomuto dle vykladače Vadirajy Tirthy napovídají.
Většina hinduistických filozofických škol zastává názor, že hmotné stvoření započalo z nějaké nepatrné částečky, popř. semínka, tzv. shuddha Maya, která musela být věčná nebo součástí hlavní reality (Brahman). Tento nepatrný počáteční bod je také bodem, do kterého se každé stvoření smrští na konci každého cyklu. Tento koncept se liší mezi tradicí védantské školy Vishishtadvaita, podle níž je vesmír součástí Boha a byl stvořen nějakým aspektem božskosti, a tradicemi dualistické filozofie Tamil Shaiva Siddhanta, které jsou založeny na víře, že shuddha Maya existovala vždy a nebyla nikdy stvořena.